# Castellum Minus
Castellum Minus (łac. Diocesis Castellominoritanus) – stolica historycznej diecezji we Cesarstwie rzymskim w prowincji Mauretania Cezarensis, zlikwidowana w VII w. podczas ekspansji islamskiej, współcześnie w północnej Algierii. Obecnie katolickie biskupstwo tytularne. 

## Biskupi tytularni
| Lp. | Biskup                        | Funkcja                                | Od                | Do              |
| --- | ----------------------------- | -------------------------------------- | ----------------- | --------------- |
| 1   | Miguel Balaguer               | biskup pomocniczy Montevideo (Urugwaj) | 20 listopada 1962 | 26 lutego 1966  |
| 2   | Aurelio del Pino Gómez        | emerytowany biskup Léridy (Hiszpania)  | 1 kwietnia 1967   | 11 grudnia 1970 |
| 3   | Antonio de Hornedo Correa     | wikariusz apostolski Jaén (Peru)       | 24 kwietnia 1971  | 9 lipca 1977    |
| 4   | José Joaquín Troconis Montiel | biskup pomocniczy Valencii (Wenezuela) | 18 listopada 1977 | 1986            |
| 5   | Attila Miklósházy             | –                                      | 12 sierpnia 1989  | 28 grudnia 2018 |
| 6   | José Benedito Cardoso         | biskup pomocniczy São Paulo (Brazylia) | 23 stycznia 2019  | 4 stycznia 2024 |
| 7   | Arokia Raj Satis Kumar        | biskup pomocniczy Bangalore (Indie)    | 13 lipca 2024     |                 |